# Tadeusz Parys
Tadeusz Parys (ur. 25 marca 1887 w Bieżuniu Płockim, zm.  4–7 kwietnia 1940 w Katyniu) – polski samorządowiec, farmaceuta, działacz społeczny i porucznik farmaceuta rezerwy Wojska Polskiego. Burmistrz Słupcy (1924–1927), ofiara zbrodni katyńskiej.

## Życiorys
Syn Leona i Leonardy z Woszczewiczów, urodzony 25 marca 1887 w Bieżuniu Płockim. Absolwent dwuletniego kursu farmacji na Cesarskim Uniwersytecie Warszawskim (dyplom prowizora farmacji w 1913). W 1914 przystąpił do Legionów Piłsudskiego i uczestniczył w I wojnie światowej. Od 1920 pełnił służbę w Wojsku Polskim, pracując najpierw w szpitalu wojskowym, a następnie w szpitalu załogi w Jabłonnie. Walczył w wojnie polsko-bolszewickiej. Mianowany porucznikiem ze starszeństwem z 1 czerwca 1919. Należał do organizacji „Strzelec” i Związku Kombatantów. Pełnił funkcję prezesa w Wojewódzkim Towarzystwie Farmaceutów. Ponadto pracował i prowadził wykłady w PCK. Wspierał działalność drużyn sportowych oraz harcerstwa.
W latach 1924–1927 został dwukrotnie wybrany burmistrzem Słupcy. W 1925 za zgodą Rady Miejskiej zainicjował tworzenie zbiorów muzealnych dokumentujących przeszłość i historię Słupcy oraz jej mieszkańców. Rozpoczął prace związane z sadzeniem lasku miejskiego. Z jego inicjatywy została wybudowana kolumna z figurą św. Wawrzyńca oraz posadzono dęby wolności na rynku w Słupcy, upamiętniające odzyskanie przez Polskę niepodległości. W dowód wdzięczności za pracę dla rozwoju Słupcy, społeczeństwo ufundowało mu złoty zegarek z dedykacją.
W późniejszym czasie był aptekarzem w Łowiczu i właścicielem apteki w Kowlu. Nie przyjmował pieniędzy za lekarstwa od ludzi ubogich.
Uczestniczył w kampanii wrześniowej 1939. Po agresji ZSRR na Polskę, 12 października 1939 dostał się do niewoli sowieckiej. Według stanu z kwietnia 1940 był jeńcem obozu w Kozielsku. Między 3 a 5 kwietnia 1940 przekazany do dyspozycji naczelnika Zarządu NKWD Obwodu Smoleńskiego – lista wywózkowa bez numeru z 1 kwietnia 1940. Został zamordowany między 4 a 7 kwietnia 1940 w Katyniu przez funkcjonariuszy Obwodowego Zarządu NKWD w Smoleńsku oraz pracowników NKWD przybyłych z Moskwy na mocy decyzji Biura Politycznego KC WKP(b) z 5 marca 1940. Ofiary tej zbrodni grzebano w bezimiennych mogiłach zbiorowych, gdzie od 28 lipca 2000 mieści się oficjalnie Polski Cmentarz Wojenny w Katyniu. W miejscu tym prowadzone były ekshumacje i prace archeologiczne, jednak Tadeusz Parys nie został zidentyfikowany.

### Życie prywatne
Był żonaty. Miał czworo rodzeństwa – dwie siostry: Marię i Irenę oraz braci: Ludwika i Norberta. Kolekcjonował motyle i zioła.

## Ordery i odznaczenia
- Medal Niepodległości[3]
- Srebrny Krzyż Zasługi (15 marca 1927)[13]
- Krzyż Kampanii Wrześniowej – pośmiertnie 1 stycznia 1986[14]

## Upamiętnienie
5 października 2007 minister obrony narodowej Aleksander Szczygło mianował go pośmiertnie na stopień kapitana. Awans został ogłoszony 9 listopada 2007 w Warszawie, w trakcie uroczystości „Katyń Pamiętamy – Uczcijmy Pamięć Bohaterów”.
W ramach akcji „Katyń... pamiętamy” / „Katyń... Ocalić od zapomnienia”, w Słupcy w alei przy ulicy Cmentarnej, zostały posadzone  Dęby Pamięci, z których jeden honoruje Tadeusza Parysa.
5 czerwca 1930 Rada Miejska w Słupcy, w uznaniu zasług Tadeusza Parysa, związanych z działaniami zmierzającymi do podniesienia estetyki wyglądu miasta, nazwała plac jego nazwiskiem.